# Dominic Kokkat
Dominic Kokkat (ur. 23 lutego 1932 w Vaikom) – indyjski duchowny syromalabarski, w latach 1984-2006 biskup Gorakhpuru.

## Życiorys
Święcenia kapłańskie przyjął 4 października 1960. 19 czerwca 1984 został prekonizowany biskupem Gorakhpur. Sakrę biskupią otrzymał 4 października 1984. 15 lipca 2006 przeszedł na emeryturę.